# 曾榕大廈

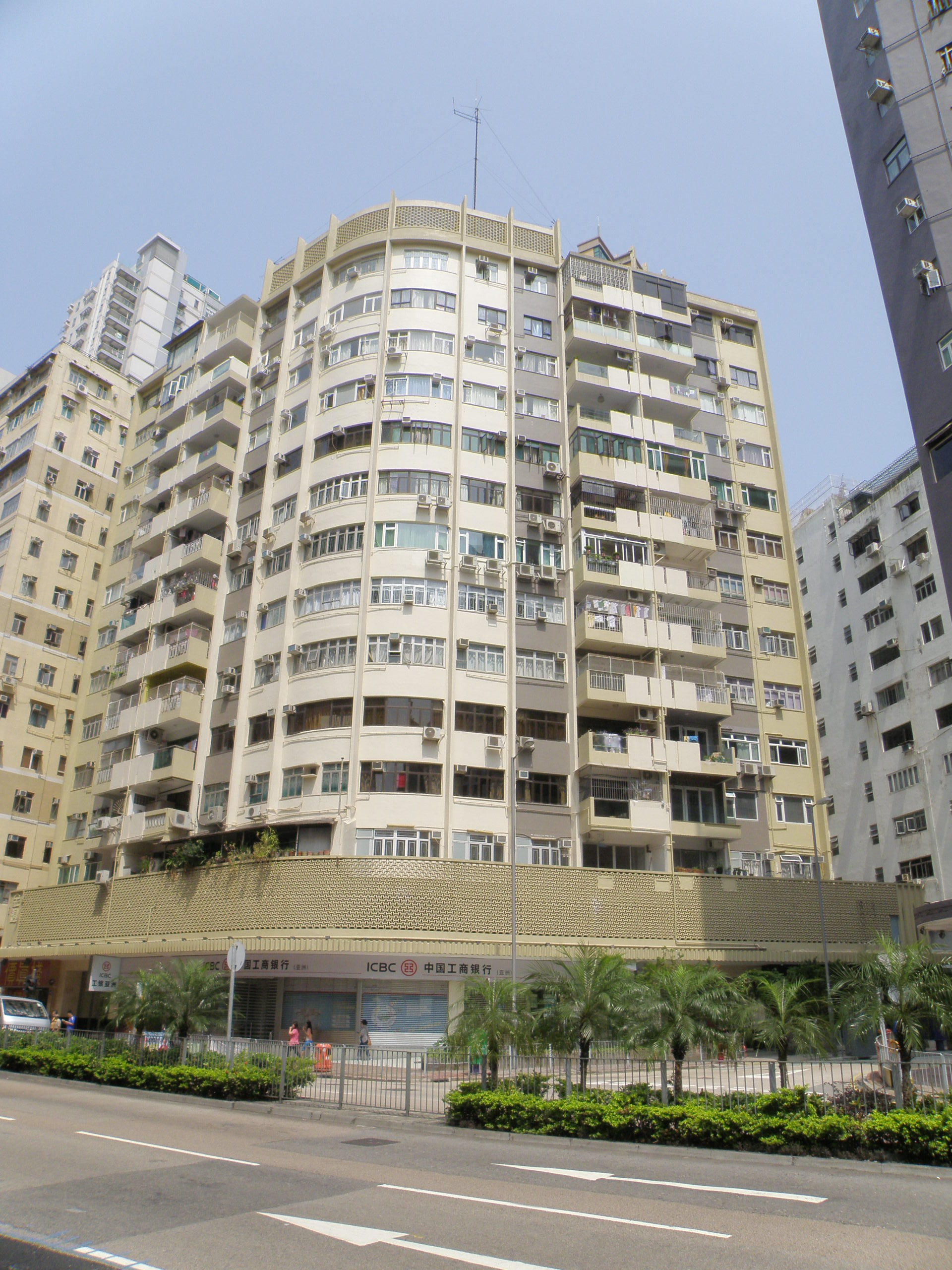
曾榕大廈

曾榕大廈位於香港九龍何文田窩打老道70號，是一座舊式的九龍區建築，位處窩打老道與何文田街的交界，屬於九龍區34號校網，附近的學校分別為九龍華仁書院、培正中學及新法書院等。
大廈以曾榕命名。曾榕是金邊的士的創辦人，在二十年代創立金邊的士，曾經是九龍區最大的的士公司。大廈最後在1964年7月入伙（61年樓齡）。